# Dohna
Dohna (cz. Donín) – miasto w Niemczech, w kraju związkowym Saksonia, w okręgu administracyjnym Drezno. w powiecie Sächsische Schweiz-Osterzgebirge, siedziba wspólnoty administracyjnej Dohna-Müglitztal.
Z tej miejscowości pochodził ród Doninów, osiadły potem na Śląsku i w Wielkopolsce, m.in. właściciele Sarnowy (obecnie części Rawicza).

## Historia

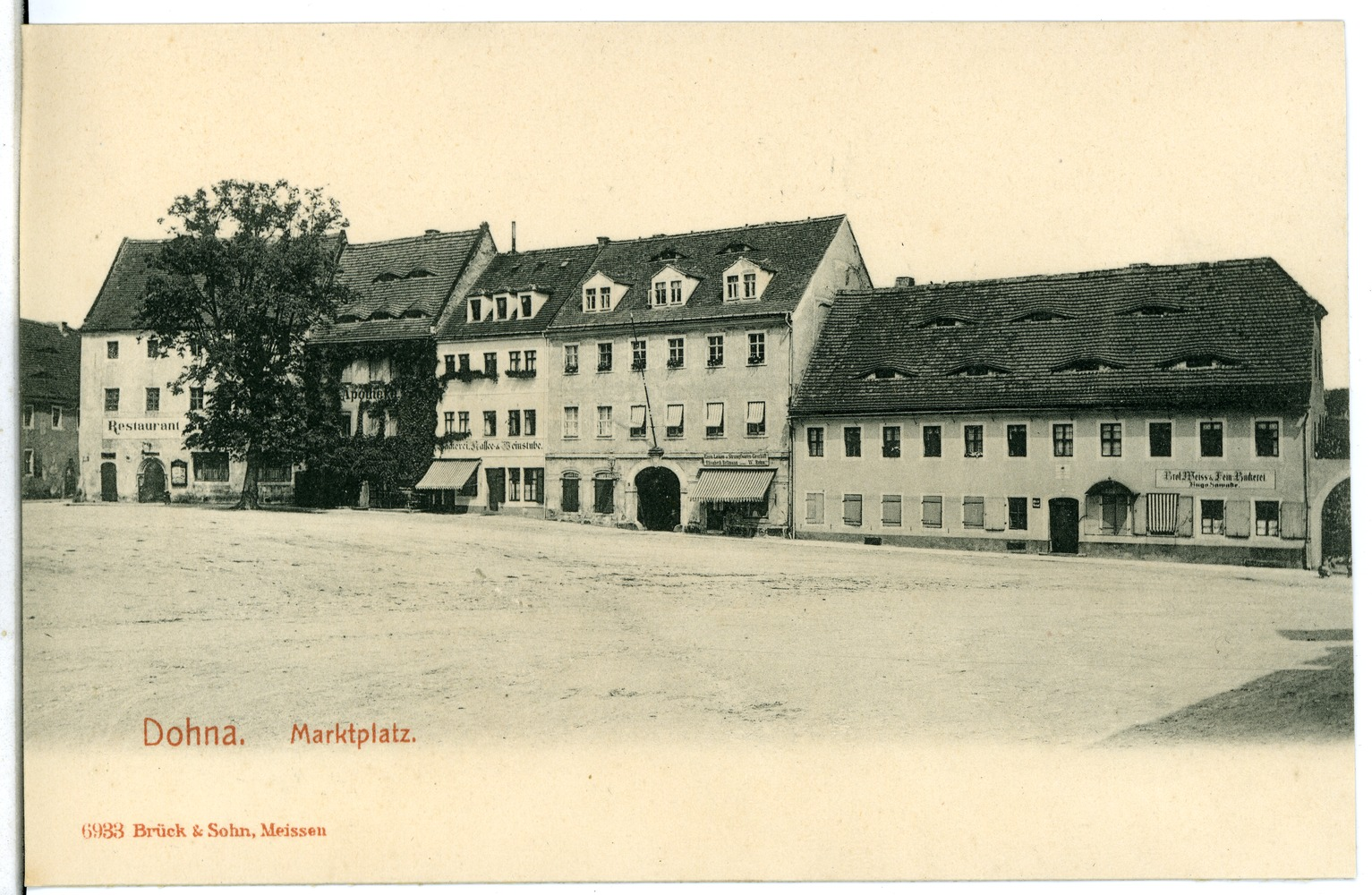
Rynek na widokówce z 1906 r.

Najstarsza wzmianka o miejscowości Donin pochodzi z 1040 r.. Od 1076 r. lenno Czech. W 1126 r. na tutejszym zamku został uwięziony czeski książę Brzetysław. Od 1143 r. posiadłość Dohnów (Doninów), którzy jako burgrabiowie zarządzali okolicznymi włościami do 1402, kiedy Dohna przeszła w ręce Wettynów. W XVI w. funkcję pastora pełnił tu polski poeta i wydawca Franciszek Mymer. W latach 1697–1763 w granicach unijnego państwa polsko-saskiego. W 1813 miasto ucierpiało w trakcie wojen napoleońskich.
Od 1871 część zjednoczonych Niemiec. W 1950 do miasta włączono miejscowości Bosewitz, Burgstädtel, Sürßen i Tronitz, w 1970 Krebs i Köttewitz, w 1993 Gorknitz i Borthen, a w 1999 Gamig, Meusegast i Röhrsdorf. W 1969 tutejszej szkole nadano imię Marii Curie.

## Zabytki
- Pocztowy słup dystansowy z 1732 r. ozdobiony herbami Polski i Saksonii, monogramem króla Augusta II Mocnego i polską koroną królewską na Rynku
- Słup ćwierćmilowy z 1732 r. z monogramem króla Augusta II
- Słup milowy z 1729 r. z monogramem króla Augusta II w Meusegast(inne języki)
- Zamek(inne języki)
- Kościół Mariacki(inne języki) z XV-XVI w.
- Ratusz z XVI w., współcześnie kamienica mieszkalna
- Ratusz z ok. 1850 r.
- Kamienice przy Rynku z XVII-XIX w.
- Krzyże kamienne z XV-XVI w. w Gorknitz(inne języki)
- Zamek Röhrsdorf(inne języki)

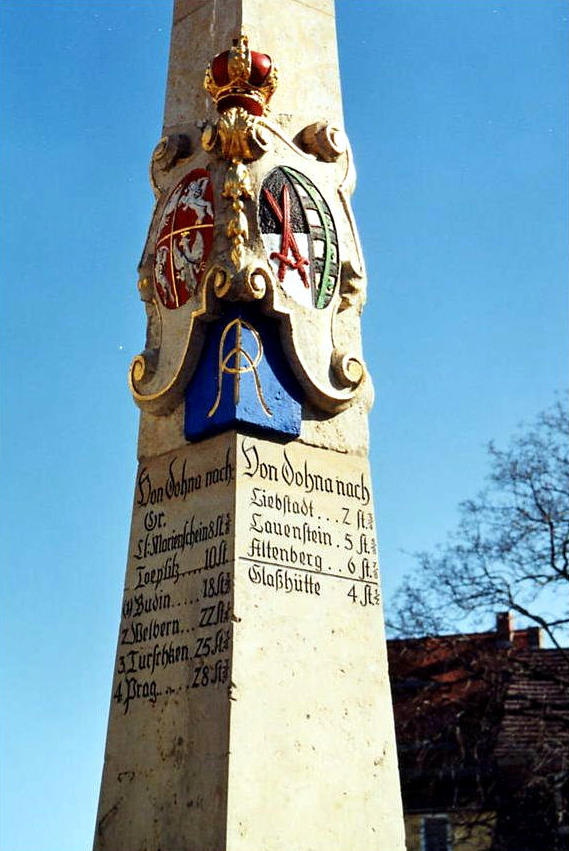
Detale na słupie dystansowym
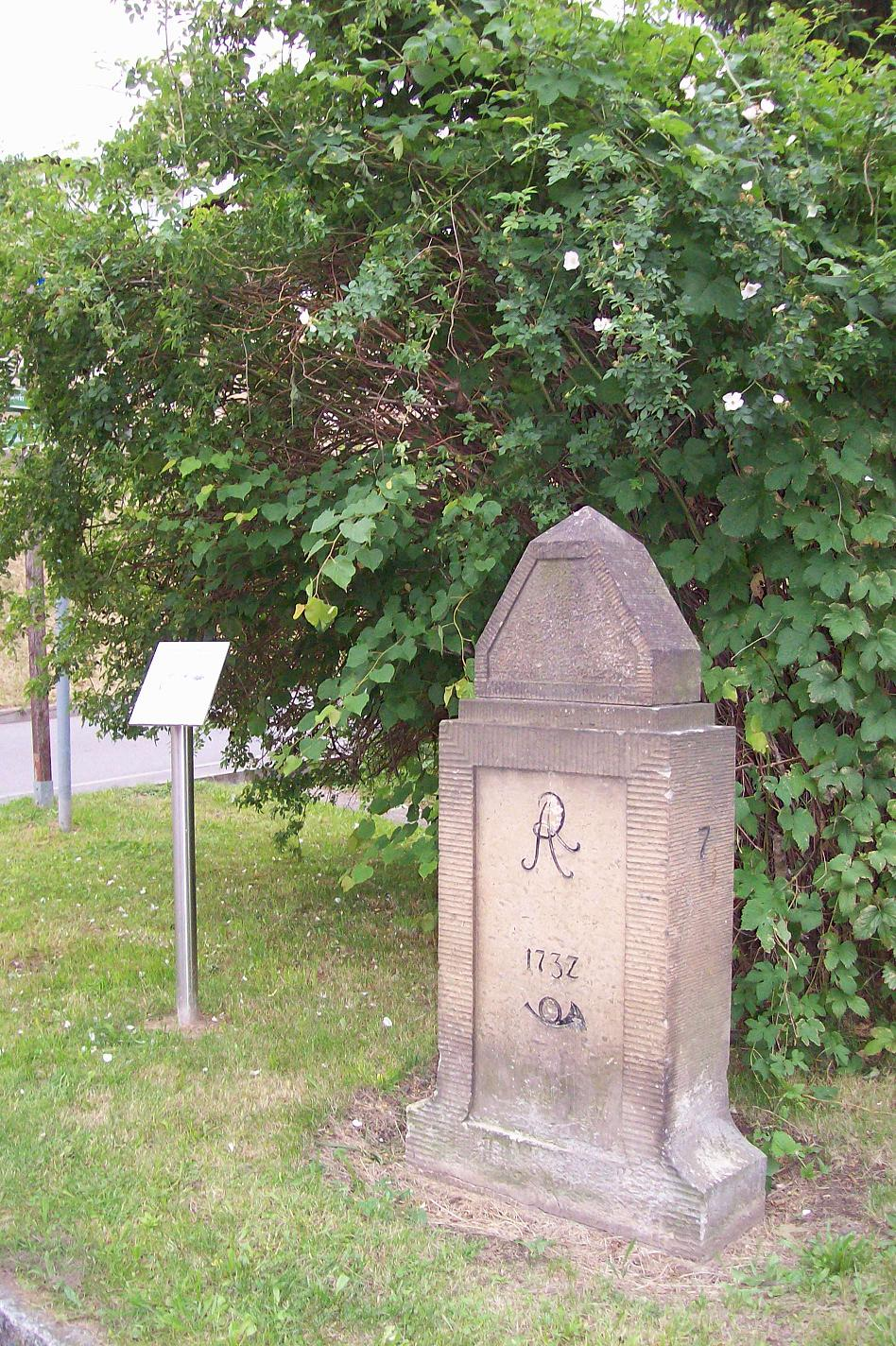
Słup ćwierćmilowy
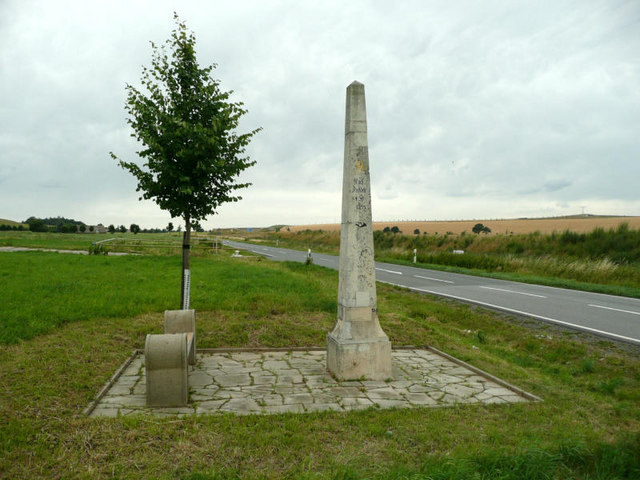
Słup milowy w Meusegast
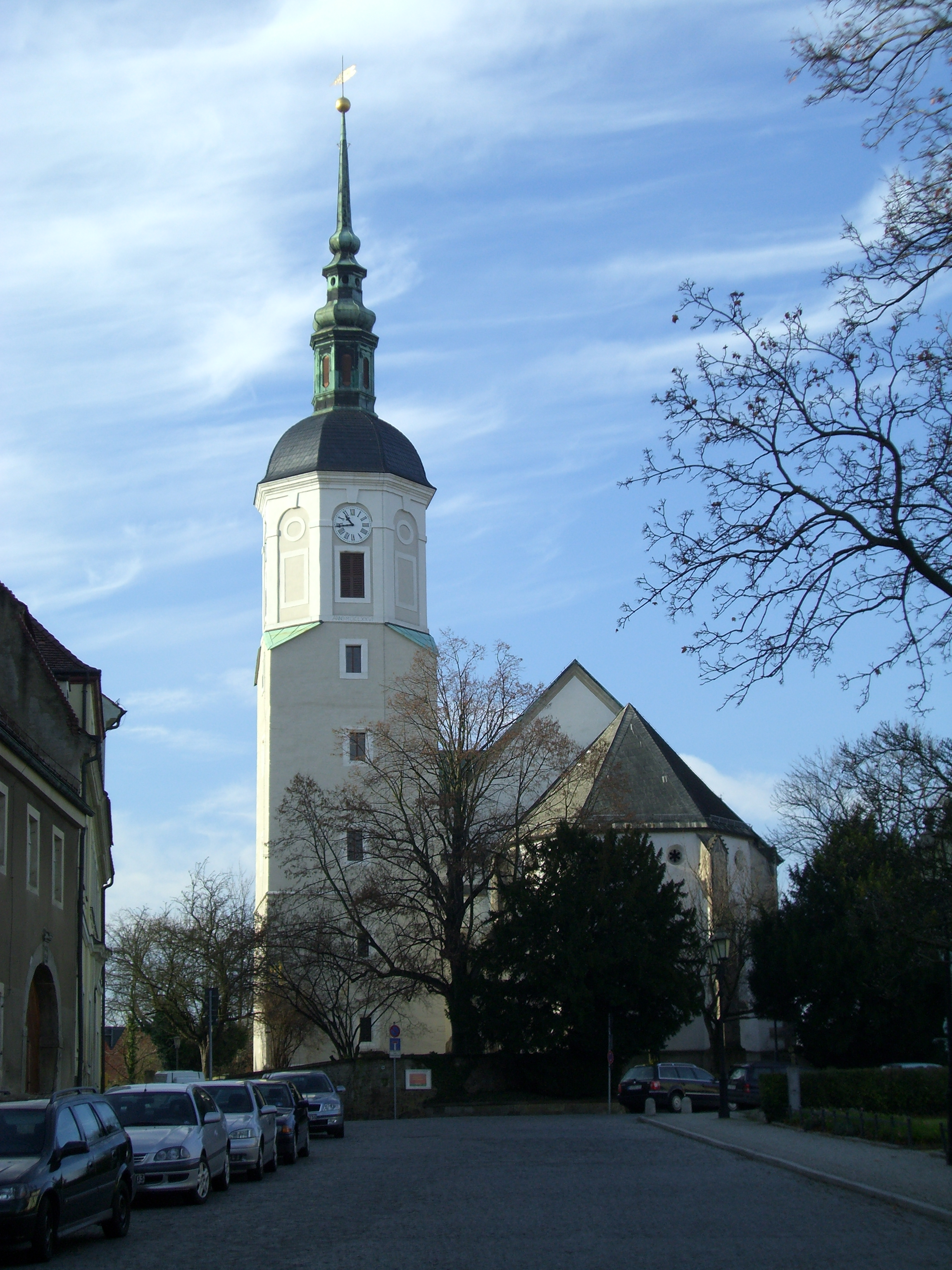
Kościół Mariacki